# Pleocoma octopagina
Pleocoma octopagina is een keversoort uit de familie Pleocomidae. De wetenschappelijke naam van de soort is voor het eerst geldig gepubliceerd in 1970 door Robertson.